# Basso profondo

Hlasový rozsah Kontrabasu. Zelená tečka na klaviatuře označuje c^{1}

Basso profondo („hluboký bas“), někdy basso profundo nebo kontrabas , je nižší typ mužského hlasu.
Rozsah kontrabasistů je přibližně od C – c1